# 차한성
차한성(車漢成, 1954년 11월 26일 ~ )은 대한민국의 대법관을 역임한 법조인이다. 본관은 연안이며, 경상북도 고령군 출신이다.

## 생애
경상북도 고령군 출신으로 1979년 12월 김재규가 10.26 사건으로 사형선고를 받은 군사재판의 제1심 담당 군검찰관 3명 중 하나였고(당시계급 대위), 1980년에 서울민사지방법원 판사에 임용된 이래 판사를 하다가 사법정책연구실장, 법원행정처 차장을 거쳐 대법관에 임명되어 2011년 법원행정처장으로 3년간 재직한 차한성은 2014년 3월 대법관 임기를 마치고 2015년 변호사 개업 신고를 했지만 대한변호사협회에서 전관예우 방지 차원에서 전직 대법관에 대한 변호사 개업을 최초로 반려한 사례가 되었다. 이에 대한 법적 근거가 없어 논란이 있자 "공익활동에 전념하겠다"며 법무법인 태평양이 설립한 공익법인 동천 이사장으로 취임하여 공익변론 활동을 하기로 했으나 2년만인 2017년에 권선택 대전시장의 선거법 위반 재상고심 사건 변호인이 되었고 2018년 2월에는 이재용 뇌물 사건 상고심 변호사가 되었으나 담당 재판부 구성원인 고영한과 김소영이 2012년부터 2014년까지 동료 대법관을 지냈고 권순일도 법원행정처 차장일 때 차한성이 법원행정처장에 있어서 논란이 있다. 차한성은 박근혜 대통령 재임 시절에 유력한 대법원장 후보로 꼽혔으나 박근혜 대통령이 탄핵되면서 기회를 잃기도 했으며 법원행정처장에 재직하던 2012년 1월 27일에 판사 석궁테러 사건을 다룬 영화 부러진 화살의 흥행과 곽노현 서울시교육감 사건의 1심 재판장 자택에 달걀을 투척한 사건에 대해  "특정사건의 재판장을 목표로 한 집단적인 불만 표출행위에 대해 심각한 우려를 표명한다"며 "이는 재판의 독립을 심각하게 침해하여 법치주의와 민주주의에 대한 심각한 도전"이라고 했다. 대법관 재직 시절 존엄사 인정과 관련하여 "시간적 근접성만을 기준으로 이전 단계에서는 치료장치의 제거를 자살이라 하면서도, 이후 단계에서는 생명침해에 해당하지 아니한다고 보는 것은 살인이나 자살에 관한 일반적 법리에 어긋난다"며 "무의미한 연명치료를 중단하는 것은, 인위적으로 생명을 침해하는 것이 아니라 오히려 인위적인 신체침해 행위에서 벗어나 환자의 생명을 환자 자신의 자연적인 신체 상태에 맡기도록 하는 것으로, 이를 자살로 평가할 수는 없다"고 판단했다.

## 학력
- 1972년 경북고등학교 졸업
- 1977년 서울대학교 법대 졸업

## 경력
- 1975년 사법시험 17회.
- 1980년 서울민사지방법원 판사.
- 1982년 서울형사지방법원 판사.
- 1983년 대구지방법원 판사.
- 1985년 서울지방법원 북부지원 판사.
- 1988년 서울지방법원 판사 직무대우.
- 1988년 서울고등법원 판사.
- 1989년 법원행정처 인사관리심의관.
- 1990년 법원행정처 기획조정심의관.
- 1991년 대구지방법원 부장판사.
- 1994년 사법연수원 교수.
- 1996년 ~ 1999년 법원행정처 건설국장 겸 서울지방법원 부장판사
- 1999년 서울지방법원 부장판사
- 1999년 대구고등법원 부장판사
- 2000년 서울고등법원 부장판사
- 2002년 법원행정처 사법정책연구실 실장
- 2003년 9월 서울지방법원 파산수석부장판사 직무대우
- 2004년 2월 서울중앙지방법원 파산수석부장판사 직무대우
- 2005년 11월 청주지방법원 법원장
- 2006년 8월 ~ 2008년 3월 법원행정처 차장
- 2008년 3월 ~ 2014년 3월 대법관
- 2011년 10월 ~ 2014년 2월 법원행정처 처장
- 2014년 4월 ~ 2015년 5월 영남대학교 법학전문대학원 석좌교수
- 2015년 3월 ~ 현재 법무법인 태평양 변호사 겸 고문
- 2015년 5월 중앙선거관리위원회 공직자윤리위원회 위원장
- 2015년 6월 ~ 2021년 5월 재단법인 동천 이사장
- 재단법인 동천 고문